# 구일회
구일회(九日會)는 일제강점기인 1930년대에 활동한 친목 단체이다.

## 개요
조선총독부 중추원 참의 박영철이 주도하여 조직했고, 1930년대 초부터 1930년대 후반까지 활동했다. 단체의 명칭은 매달 9일에 모임을 갖는다는 의미이다.
단체의 목적은 '생활건설'로 공표되었다. 매달 9일에 반드시 회합하는 모임에서는 회원들이 먼저 의견을 내고, 토의를 거쳐 결정된 사항은 단체의 의사로 만들어 회원들은 각자 실행에 노력하는 것이 실천 사항이었다. 사무실은 박영철의 사택 안에 있었다.
이 단체의 구체적인 활동은 확인되지 않았기 때문에 친일 행위 여부도 밝혀지지 않았으나, 주도자인 박영철을 비롯한 구성원들은 다른 친일 단체에서 중심 역할을 맡은 인물이었다.

## 회원
1936년을 기준으로 회원 가운데는 박영철 외에 다음 인물들이 포함되어 있었다.
| - 김명준 - 석명선 - 박철희 - 유일선 - 장홍식 - 조병학 - 양재창 | - 심우섭 - 조병상 - 최창학 - 이홍종 - 이상협 - 강낙원 | - 민규식 - 김수학 - 박창훈 - 이선근 - 강진수 - 박흥식 |

## 참고자료
- 친일인명사전편찬위원회 (2004년 12월 27일). 《일제협력단체사전 - 국내 중앙편》. 서울: 민족문제연구소. 335~336쪽쪽. ISBN 8995330724.